# Aly Ahmed
Aly Mohamed Ahmed (in arabo على محمد احمد‎?; Alessandria d'Egitto, 15 marzo 1992) è un cestista egiziano.

## Carriera
Con l'Egitto ha disputato due edizioni dei Campionati africani (2015, 2021).